# Arnold Dreyblatt

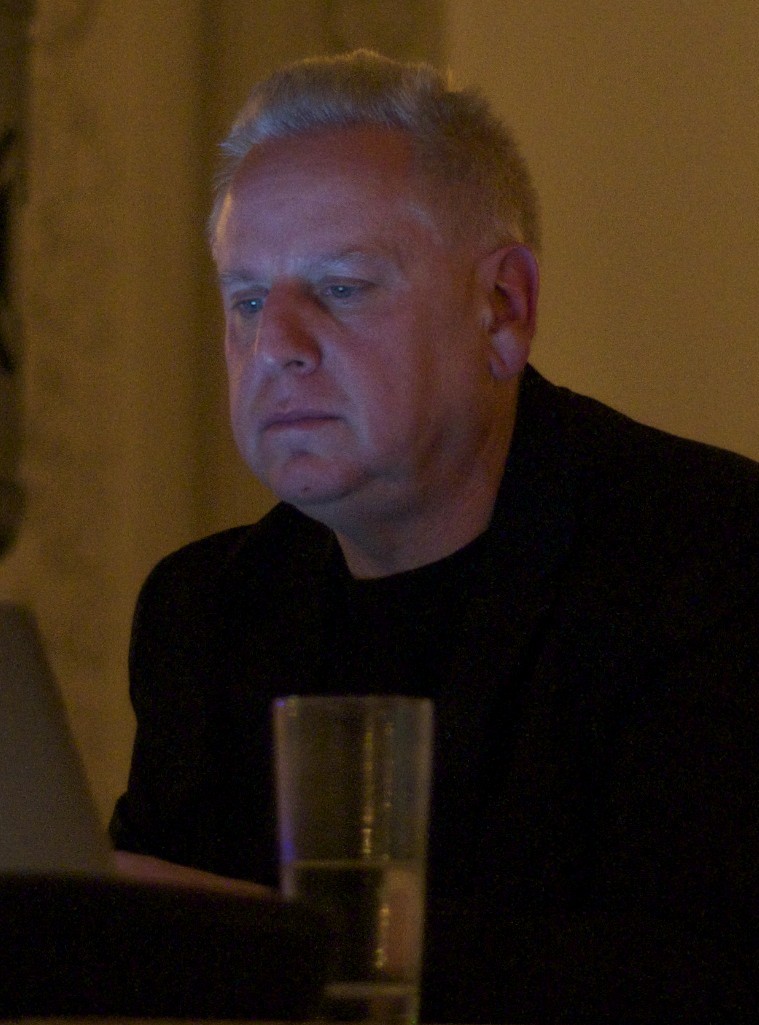
Arnold Dreyblatt

Arnold Dreyblatt (* 1953 in New York) ist ein Installations- und Performancekünstler, Komponist und Musiker.

## Leben und Wirken
Dreyblatt studierte Komposition und Vergleichende Musikwissenschaften an der Wesleyan University (Kompositionsstudium bei Alvin Lucier) und Medienwissenschaften an der State Universität von Buffalo/USA (Studium bei Steina und Woody Vasulka, Paul Sharits. 1975–1976). Nach einem Kompositionsstudium bei La Monte Young (1975–1977) lebt er seit 1984 in Berlin. An der Hochschule der Bildenden Künste Saar hatte er eine Gastprofessur, Intermedia (2001–2003) inne. Seit 2009 ist Dreyblatt Professor für Medienkunst – Kunst mit Medien an der Muthesius Kunsthochschule Kiel. Er ist seit 2007 Mitglied der Akademie der Künste Berlin. Im November 2021 wurde er für drei Jahre zum neuen Vize-Sektionsleiter Bildende Kunst der AdK gewählt, wo er die Filmkünstlerin Birgit Hein ablöste.
Seine Werke hat er in folgenden Ausstellungen präsentiert: Galerie Ozwei, Berlin (1992); Arken Museum for Moderne Kunst, Kopenhagen (1996); Felix Meritis Foundation, Amsterdam (1998); Nationalgalerie im Hamburger Bahnhof (1999); Stadtgalerie Saarbrücken, (2002); Galerie Anselm Dreher, Berlin (2003); Jüdisches Museum, Frankfurt (2005); Nationalgalerie im Hamburger Bahnhof (2006); Galerie e/static, Torino (2007). Dreyblatt hat zahlreiche Konzerte, u. a. in Berlin, Paris, Dublin, New York, Austin und London gegeben.
Am 6. Mai 2021 wurde sein Mahnmal Die Schwarze Liste zur Erinnerung an die Bücherverbrennung 1933 auf dem Münchener Königsplatz eröffnet.

## Auszeichnungen und Preise
- Artist in Residence am Künstlerhaus Bethanien, Berlin 1987–1989;
- Philip-Morris-Kunstpreis, München (1992); Stiftung Kunstfonds, Bonn (1994);
- Bild-Kunst e. V., Bonn (1995), Kulturfonds e. V., Berlin (1996);
- Artist in Residence, The Felix Meritis Foundation, Amsterdam (1997–1998);
- Foundation for Contemporary Performance Art, New York (1998);
- Förderpreis Bildende Kunst, Akademie der Künste, Berlin (2000);
- Artist in Residence, Center for the Arts, MIT, Cambridge, Boston (2000/2001);[4]
- 1. Preis Internationaler Wettbewerb, Center for Holocaust and Minorities Museum, Oslo, (2005).

## Schriften
- Who’s Who in Central & East Europe 1933, Eine Reise in den Text. Gerhard Wolf Janus Press, Berlin 1995 (deutsch).
- Aus den Archiven. Stadtgalerie Saarbrücken. Kehrer, Heidelberg 2003 (deutsch, englisch).
- Inschriften. Jüdisches Museum, Frankfurt 2005 (deutsch, englisch).
- Innocent Questions. Kehrer, Heidelberg 2006 (norwegisch, englisch).
- Black Mountain College as Multiverse. Kettler, Dortmund 2022 (englisch). Hrsg. gemeinsam mit Petra Maria Meyer. ISBN 978-3-86206-983-5.

## Web Projekte
(in Zusammenarbeit mit Studenten und der Universität Lüneburg, Martin Warnke)
- T-Mail. 2005
- Who’s Who in Central & East Europe 1933, The Complete Hypertext. 1996
- Memory Arena. 1995

## Aufnahmen
- Turntable History, Important Records, CD, 2011
- Who’s Who in Central & East Europe 1933, Tzadik Records, CD, 2010
- Resonant Relations, Cantaloupe Music, CD, 2008
- Live at Federal Hall, Table of the Elements, CD, 2006
- Lapse, Table of the Elements, LP, 2004
- The Adding Machine, Cantaloupe Music, CD, 2002
- Escalator on Renegade Heaven, Bang on a Can All-Stars, Cantaloupe Music, CD, 2000
- The Sound of One String – Previously Unreleased Live Recordings 1979–1992, Table of the Elements, CD, 1998
- Nodal Excitation, Dexter’s Cigar, Drag City, CD; 1998
- Animal Magnetism, Tzadik Records, CD; 1995
- a haymisch groove, Extraplatte, Vienna, CD, 1994
- Propellers in Love und High Life, Hat Art Records, CD, 1986
- Nodal Excitation, India Navigation Records, LP, 1982